# Deûle
Deûle – rzeka we Francji, przepływająca przez tereny departamentów Nord i Pas-de-Calais, o długości 58,8 km. Stanowi dopływ rzeki Leie.